# 한강성당
한국 천주교 서울대교구 한강성당(漢江聖堂, 영어: Hangang Catholic Church)은 대한민국 서울특별시 용산구 이촌로 81길에 있는 천주교 서울대교구의 성당이다. 
한강성당은 서울대교구의 제1중구 용산지구의 지구좌성당으로, 현재 지구장 신부는 2022년 부임한 박광원(세례자요한)신부이다. 
주보성인은 '성 김대건(안드레아) 순교사제'이다. 부설기관으로 대건유치원 이 있다.

## 역사
한강성당은 1970년 12월13일 삼각지 성당에서 당시 신자 6백 20명(150세대)으로 분리ㆍ독립되었고 1971년 10월, 이촌동 초입에 새로운 성전을 건립하였다.
1990년 12월 30일에 현재 위치로 이전, 성전을 건립하고 김수환 추기경의 집전으로 축성식을 거행하였다.

## 그 외 정보

### 역대 주임신부
1. 故 박고빈(시메온) 신부 (1971.01.10 ~ 1974.02.26)
2. 故 이문근(요한) 신부 (1974.02.26 ~ 1978.01.30)
3. 함세웅(아우구스티노) 신부 (1978.01.30 ~ 1984.08.17)
4. 이문주(프란치스코) 신부 (1984.08.17 ~ 1987.09.04)
5. 故 이병문(베드로) 신부 (1987.09.04 ~ 1992.10.08)
6. 오태순(토마) 신부 (1992.10.08 ~ 1996.10.11)
7. 故 임태경(루까) 신부 (1996.10.11 ~ 1998.10.09)
8. 故 황인국(마태오) 몬시뇰 (1998.10.09 ~ 2002.03.09)
9. 홍성만(미카엘) 신부 (2002.03.09 ~ 2007.02.20)
10. 원종현(야고보) 신부 (2007.02.20 ~ 2012.02.21)
11. 정순오(미카엘) 신부 (2012.02.21 ~ 2017.02.14)
12. 최정진(베네딕도) 신부 (2017.02.14 ~ 2022.02.08)
13. 허석훈(루카) 신부 (2022.02.08 ~ )

### 성직자

#### 사제
- 주임 신부 : 허석훈(루카)
- 보좌 신부 : 구본정(바오로)
- 협력 사제 : 이현석(요셉)

#### 수도자
- 김 비아크리스틴(원장수녀), 서 마리노아(전례수녀)

## 사진

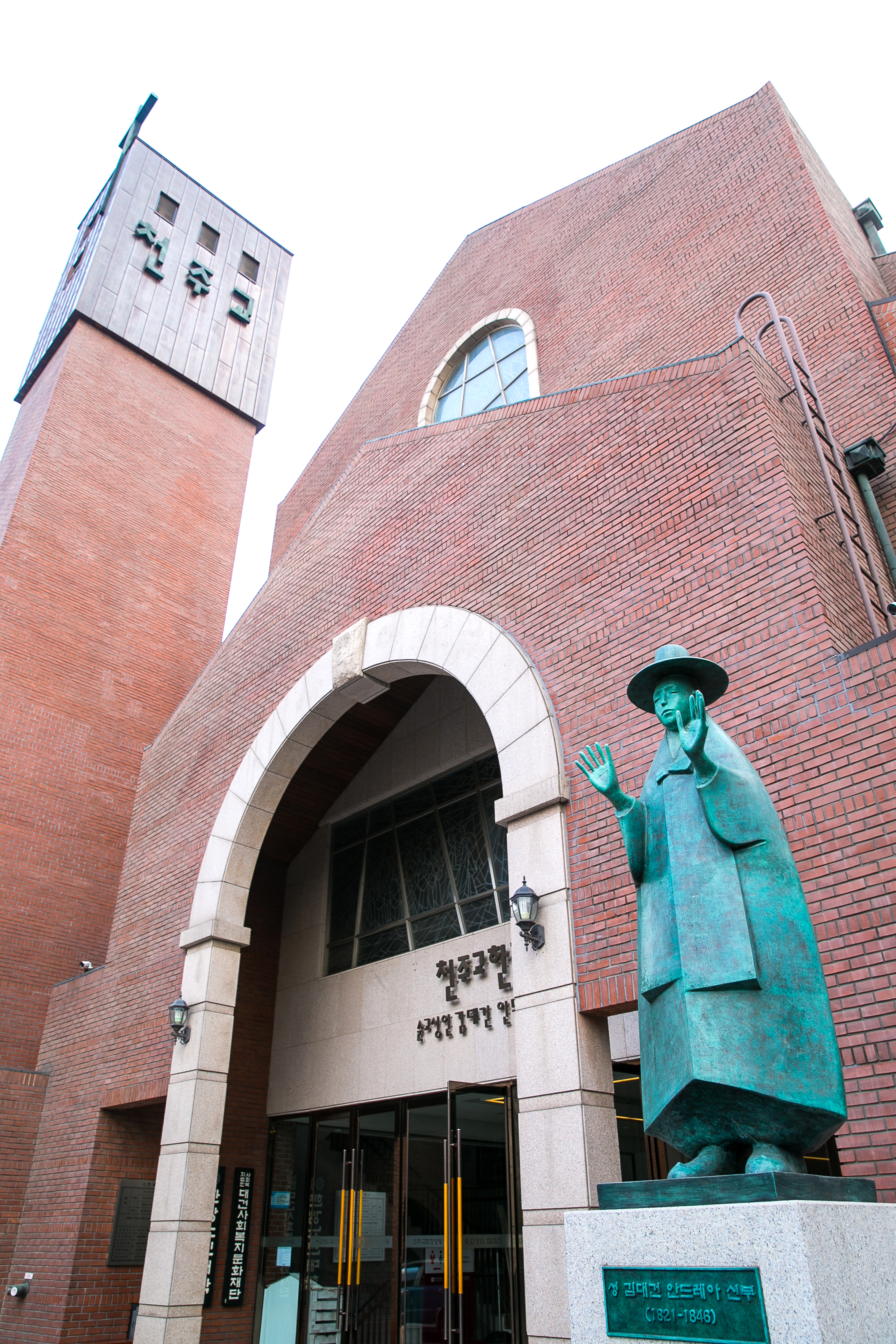
한강성당 전경

### 미사시간
| 미사장소 | 주일미사시간                            | 주일미사시간                            | 주일미사시간                            | 주일미사시간                            |
| -------- | --------------------------------------- | --------------------------------------- | --------------------------------------- | --------------------------------------- |
| 대성당   | 06:00                                   | 09:30                                   | 11:00                                   | 18:00                                   |
| 소성당   | 10:30                                   | 중. 고등부                              | 중. 고등부                              | 중. 고등부                              |
| 특전미사 | 17:00(토요일-초등) 소성당 19:00(토요일) | 17:00(토요일-초등) 소성당 19:00(토요일) | 17:00(토요일-초등) 소성당 19:00(토요일) | 17:00(토요일-초등) 소성당 19:00(토요일) |

| 미사장소 | 월    | 화          | 수          | 목          | 금          | 토          |
| -------- | ----- | ----------- | ----------- | ----------- | ----------- | ----------- |
| 대성당   | 06:00 | 06:00 10:00 | 06:00 10:00 | 06:00 10:00 | 06:00 10:00 | 06:00 19:00 |
| 소성당   |       | 19:00       |             | 19:00       |             | 17:00       |